# George Reddy
George Reddy (15 de enero de 1947 -14 de abril de 1972) fue un estudiante investigador en física de la Universidad de Osmania, en Hyderabad Telangana India quién fue asesinado por su oposición el 14 de abril de 1972 en un albergue estudiantil, a los 25 años. El acontecimiento fue dirigido por la formación de la Unión de Alumnado Democrática Progresiva (PDSU), un cuerpo estudiantil en el campus universitario el cual tomó el nombre del PDS imprint que George había utilizado cuándo publicó folletos. El siempre tuvo como referencia de India es, AP es y Osmania Che de la universidad Guevara.
George Reddy era un oro universitario medallista , recordado ahora principalmente por su promoción de ideas marxistas y su oposición a la desigualdad y discriminación social. Según un amigo estudiantil,  el se inspiró en "el emergente movimiento de Panteras Negras en los EE.UU., la lucha de las personas vietnamitas en contra del imperialismo de EE.UU. y las revueltas villanas en Naxalbari y Srikakulam."
En un acontecimiento en 2012 marcando el cuadragésimo aniversario de su muerte, se generó un corto documental sobre su vida en el Campus, el cual fue titulado Crisis, este fue premiado y también un libro que se tituló Reminiscencias de George Reddy es.

## Cultura popular
- Crisis en el Campus (1971) Dirigió por Fali Bilimoria película  documental Corta premiered en acontecimiento de su cuadragésimo aniversario de muerte 2012.[7][8]
- La 1990 película Alajadi, jugado por Bhanu Chander, está basado en su vida.[9]
- Mani Ratnam  película, Yuva era loosely basado en su historia y Suriya jugó su carácter.
- Reminiscencias de libro de George Reddy  relesed en 2012.[10]
- Jeena Hai A Marna Seekho: La Vida y Tiempo de George Reddy por Gita Ramaswamy Publicado en 2016.[11]
- Un biopic basado encima la vida de George tituló George Reddy liberado en 2019, el cual estuvo dirigido por B. Jeevan Reddy Y Sandeep Madhav función de título jugado.[12]